# Nelson Royal
Nelson Royal, pseudonimo di Nelson Combs (Wheelwright, 21 luglio 1935 – Mooresville, 3 febbraio 2002), è stato un wrestler statunitense.
Fu anche allenatore e promotore di eventi di wrestling. In carriera detenne l'NWA World Junior Heavyweight Championship in sei occasioni, oltre a numerosi titoli minori a livello regionale.

## Vita privata

### Morte
Royal sviluppò la malattia di Alzheimer in età avanzata. Morì a causa di un infarto il 3 febbraio 2002, all'età di 66 anni.

## Titoli e riconoscimenti
- Cauliflower Alley Club
  - Other honoree (1996)
- Heart of America Sports Attractions
  - NWA Central States Tag Team Championship (1) – con Medic #2[2]
  - NWA World Tag Team Championship (Central States version) (1) – con Medic #2[2]
- Mid-Atlantic Championship Wrestling
  - NWA Atlantic Coast Tag Team Championship (2) – con Paul Jones (1) e Sandy Scott (1)[2]
- National Wrestling Alliance
  - NWA World Junior Heavyweight Championship (6)[2]
- NWA Hollywood Wrestling
  - NWA Americas Tag Team Championship (1) – con Paul Jones[2]
- NWA Wrestling Legends Hall of Heroes
  - Classe del 2009[5][6]
- Pacific Northwest Wrestling
  - NWA Pacific Northwest Tag Team Championship (1) – con Black Hawk[2]
- Southeastern Championship Wrestling
  - NWA Tennessee Tag Team Championship (3) – con Les Thatcher (2) e Ron Wright (1)[2]